# Кузьминский сельский округ (Сергиево-Посадский район)
Кузьминский сельский округ — упразднённая административно-территориальная единица, существовавшая на территории Сергиево-Посадского района Московской области в 1994—2006 годах.
Кузьминский сельсовет был образован в первые годы советской власти. По данным 1922 года он входил в состав Константиновской волости Сергиевского уезда Московской губернии
В 1925 году к Кузьминскому с/с был присоединён Судниковский с/с, но уже в 1927 году он был восстановлен.
По данным 1926 года в состав сельсовета входило село Кузьмино, деревни Абрамово, Машиха, Судниково и Филипповское, местечко Караваевка, а также 3 хутора и 1 погост.
В 1929 году Кузьминский с/с был отнесён к Константиновскому району Кимрского округа Московской области. При этом к нему был присоединён Судниковский с/с.
17 июля 1939 года к Кузьминскому с/с были присоединены селения Михалево, Симоново и Вытровский погост упразднённого Михалевского с/с.
14 июня 1954 года к Кузьминскому с/с были присоединены Кучковский и Самотовинский с/с.
7 декабря 1957 года Константиновский район был упразднён и Кузьминский с/с был передан в Загорский район.
1 февраля 1963 года Загорский район был упразднён и Кузьминский с/с вошёл в Мытищинский сельский район. 11 января 1965 года Кузьминский с/с был возвращён в восстановленный Загорский район.
2 декабря 1976 года селения Дьяконово, Кучки и Филисово были переданы из Кузьминского с/с в Богородский с/с. Из Константиновского с/с в Кузьминский были переданы селения Александровка, Никульское, Чирково и Ясниково. Из Кузьминского с/с в Закубежский были переданы селения Овсянниково, Окоёмово и Самотовино.
30 мая 1978 года в Кузьминском с/с были упразднены селения Коренево, Солнцево и Устиново.
23 июня 1988 года в Кузьминском с/с была упразднена деревня Александровка.
16 сентября 1991 года Загорский район был переименован в Сергиево-Посадский.
3 февраля 1994 года Кузьминский с/с был преобразован в Кузьминский сельский округ.
27 сентября 1995 года в Кузьминском с/о деревня Караваевка была присоединена к деревне Кузьмино.
В ходе муниципальной реформы 2005 года Кузьминский сельский округ прекратил своё существование как муниципальная единица. При этом все его населённые пункты были переданы в сельское поселение Шеметовское.
29 ноября 2006 года Кузьминский сельский округ исключён из учётных данных административно-территориальных и территориальных единиц Московской области.